# Jardin Chenard et Walcker
Pour les articles homonymes, voir Walcker.
Le jardin Chenard et Walcker est un espace vert d'une superficie de 5 700 m2 installé à Gennevilliers dans le quartier des Grésillons. Il doit son nom à l'entreprise Chenard et Walcker, un ancien constructeur automobile français installé sur le site même où se trouve désormais le jardin.

## Présentation
Le jardin Chenard et Walcker prend la forme d'une prairie dotée d'espaces types rocailles disséminés çà et là. Des jeux d'enfant, et notamment un toboggan y sont installés. Le jardin dispose de bancs en métal. Son accès se fait par trois entrées différentes, l'une située à l'angle de l'avenue éponyme et de la rue Henri Barbusse, l'autre par la coulée verte Missak Manouchian, et une au centre de ces deux dernières rues.

## Histoire du site
Avant d'accueillir le jardin, le site où il est implanté avait une vocation industrielle puisqu'il était dominé par les usines du carrossier Chausson, et avant cela par celles de Chenard et Walcker. C'est en 1908 que le lieu a pris son importance lorsque les deux industriels français y ont installé une partie de leur activité économique. À peine plus d'un siècle plus tard, en juin 2009 ce site était inauguré par la ville de Gennevilliers en tant que jardin.